# Pygocoelis tuberculifrons
Pygocoelis tuberculifrons är en skalbaggsart som beskrevs av Heinrich Bickhardt 1921. Pygocoelis tuberculifrons ingår i släktet Pygocoelis och familjen stumpbaggar. Inga underarter finns listade i Catalogue of Life.